# カンテ・グランデ (宝塚歌劇)
ミュージカル・プレイ『カンテ・グランデ』は宝塚歌劇団によって制作されたミュージカル作品。17景。雪組公演。公演期間は1973年6月30日から7月26日まで（新人公演は7月14日）宝塚大劇場で上演。併演は『竹』。参考資料は60年史別冊（ストーリーを除く）。

## ストーリー
※宝塚歌劇100年史の宝塚大劇場公演を参考にした。
ジプシーの血が溢れているマノウは、闘牛士を目指してスペインのグラナダにへやってきたが、そこで血の滲むような努力の末、闘牛士のスターとして人々に迎えられる。指導者の妹・マリアとも愛の巣を構え、いよいよマドリッドへ。しかし、そこでマノウを待っていた運命とは?

## スタッフ
- 作・演出：内海重典
- 作曲：寺田瀧雄・入江薫・河崎恒夫
- 編曲：寺田瀧雄・入江薫・河崎恒夫・中川昌
- 音楽指揮：野村陽児
- 振付：河上五郎・岡正躬・喜多弘・司このみ
- 装置：石浜日出雄
- 衣装：静間潮太郎
- 照明：山本重信
- 小道具：万波一重
- 効果：中田正広
- 音響監督：松永浩志
- 演出補：柴田侑宏
- 演出助手：三木章雄
- 制作：大谷真一

## 主な出演

### 本公演（配役も含む）
- マノロ：汀夏子
- ファニータ：高宮沙千
- マリア：摩耶明美
- 記者パコ：大路三千緒
- ジプシーの首領：天城月江
- ファニータの父：曽我桂子
- ファニータの母：木花咲耶
- ニコラス：岸香織
- エル・ベニア：浦路夏子
- ビセンテ：尚すみれ
- ローラ：玉梓真紀
- ホセ：順みつき
- アフフォンゾ：麻実れい

### 新人公演
- 順みつき
- 玉梓真紀
- 邦月美岐
- 尚すみれ
- 麻実れい